# Xã Mentor, Quận Oscoda, Michigan
Xã Mentor (tiếng Anh: Mentor Township) là một xã thuộc quận Oscoda, tiểu bang Michigan, Hoa Kỳ. Năm 2010, dân số của xã này là 1.143 người.